# Кокикай
Кокикай (яп. 光気会) — это стиль Айкидо, созданный Сюдзи Маруяма (Shuji Maruyama). Организация носит название Кокикай Айкидо Интернэшнл (Kokikai Aikido International).
Стиль Кокикай делает особый упор на естественности движений, развитии «ки», расслаблении, правильной осанке и координации тела и духа. Это минималистическое боевое искусство, направленное на проведение эффективных приёмов используя минимальное физическое усилие. Аксиома стиля — «минимальное усилие — максимальное воздействие». Название Кокикай означает «школа сияющего ки».
Стиль основан на четырёх базовых принципах:
- Держать центр тяжести (для увеличения спокойствия)
- Постепенно расслабляться
- Найти правильную осанку (во всём)
- Разработать позитивное мышление

Стиль был основан и всё ещё возглавляется Сюдзи Маруяма (обычно называемого Маруяма сэнсэй или сэнсэй). Маруяма сэнсэй продолжает разрабатывать это искусство, и по этой причине не существует устоявшихся «хрестоматийных» путей исполнения каждого приёма.
Изначально, Маруяма Сэнсэй был послан в Соединённые Штаты в 1966 году Хомбу-додзё Айкикай. Он преподавал в США много лет. Когда Коити Тохей Сэнсэй ушёл из Айкикай и основал Ки-Айкидо, Маруяма сэнсэй последовал за ним. Это соответствовало традициям японских боевых искусств, так как он был прямым учеником сэнсэя Тохейя. Маруяма сэнсэй отделился от Ки-Айкидо в 1986 году с целью создания организации Кокикай.
К aвгусту 2008 года, список додзё на официальном сайте Кокикай включал в себя додзё в Австралии, Канаде, Израиле и 18 штатов США.